# Castello di Pinarolo Po
Il Castello di Pinarolo Po è una fortificazione nel comune italiano di Pinarolo Po, in provincia di Pavia. L'edificio è posto al centro del paese a 67 m s.l.m., in aperte pianura Padana.

## Storia
Fu edificato per dalla famiglia Malaspina nel XIV secolo. Il 25 novembre 1349 vi si insediò Rolando Giorgi, detto Rolandino (una famiglia aristocratica di parte ghuelfa di Pavia). Nel 1408 Filippo Maria Visconti concesse al nobile Zanoto Giorgi i castelli di Pinarolo, Copiano e di Soriasco. Nel 1416 riconfermò a Pietro Giorgi, vescovo di Novara e ai suoi fratelli gli stessi privilegi. Dal 1500 al 1599 il castello venne ampliato dalla famiglia Bellisomi. Nel 1713, secondo lo Status Animarum della Parrocchia di Sant’Agostino di Pinarolo, risulta tra i beni di Giovanni Antonio Beccaria. Dal 1750 al  1799 il castello è di proprietà della famiglia Bellisomi che nel corso del tempo fece molte modifiche all’edificio. Nel 1800 venne abbattuta la grande torre, che aveva in cima una piazza dove erano piazzati i cannoni. Il 13 dicembre 1872 il castello fu venduto alla famiglia Meardi, che lo destinò ad un ampliamento del Comune e come sede delle scuole. Dal 1904 al 1940 fu di proprietà della famiglia Castagnola, che nel 1940 lo vendette alla famiglia Morini..

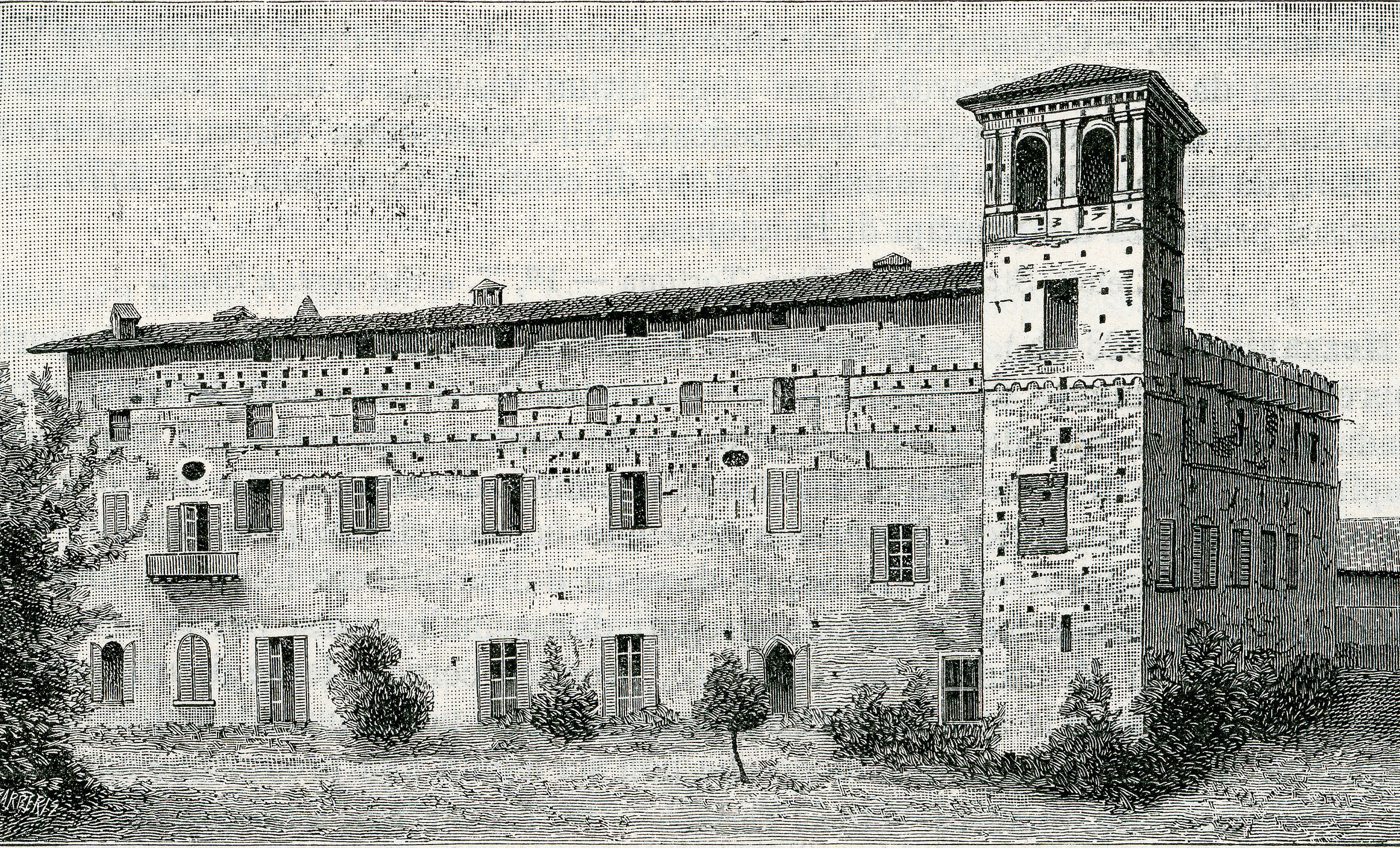
Pinarolo Po: antico castello dei Malaspina (xilografia di Barberis 1890).

## Struttura
Il castello ha a pianta quadrata con un grande cortile interno, era dotato in origine di quattro torri poste agli angoli. Oggi la torre superstite è quella posta nell'angolo sud occidentale, sporgente rispetto alle murature e sormontata da una loggia aggiunta posteriormente, in epoca rinascimentale. Il fronte orientale è stato completamente trasformato aprendo un lato in modo da creare un cortile semiaperto sulla strada. Realizzato, come gli altri  castelli di pianura in laterizio presenta decorazioni a dente di sega sulle murature e la torre. Versa in grave stato di abbandono, privo di copertura e invaso dalla vegetazione.